# Prostki (Ermland-Mazurië)
Prostki (Duits: Prostken) is een dorp in het Poolse woiwodschap Ermland-Mazurië, in het district Ełcki. De plaats maakt deel uit van de gemeente Prostki en telt 2541 inwoners.

## Verkeer en vervoer
- Station Prostki